# 张敦
张敦（?—?），字叔方，吴郡吴县（今江苏省苏州市）人。三国时期孙吴大臣。
张敦因博览群书而闻名江东，年轻时与同郡陆逊、卜静齐名，名气不如陆绩、顾邵。陆绩官至郁林郡太守，卜静官至剡县县令，陆逊官至丞相，顾邵官至为豫章郡太守。张敦品德高尚气量大，清虚淡泊，又善于文章修辞。孙权担任车骑将军，征辟他为西曹掾，转任主簿，出补海昏县（今江西省永修县西北艾城东）县令，在地方很有治绩，三十二岁时去世。